# إريك بيرجستروم
إريك بيرجستروم (بالسويدية: Erik Bergström) (و. 1886 – 1966 م) هو لاعب كرة قدم، من السويد، ولد في غوتنبرغ، شارك في الألعاب الأولمبية الصيفية 1912، يلعب كمهاجم، توفي في غوتنبرغ، عن عمر يناهز 80 عاماً.

## روابط خارجية
- إريك بيرجستروم على موقع الاتحاد الدولي (مؤرشف)  (الإنجليزية)
- إريك بيرجستروم على موقع اتحاد السويد (السويدية)
- إريك بيرجستروم على موقع قاعدة بيانات كرة القدم.إي يو (الإنجليزية)
- إريك بيرجستروم على موقع ناشيونال فوتبول تيمز (الإنجليزية)
- إريك بيرجستروم على موقع أوليمبيديا (الإنجليزية)
- إريك بيرجستروم على موقع اللجنة الأولمبية السويدية (السويدية)